# 埃莉诺·格林
埃莉诺·格林（Elinor Glyn；本姓Sutherland；1864年10月17日—1943年9月23日）是一位英国愛情小說家和编剧。她推广了“It girl”的概念，对20世纪初的流行文化产生巨大影响。

## 早年
埃莉诺·萨瑟兰1864年10月17日出生于泽西圣赫利尔，是苏格兰土木工程师道格拉斯·萨瑟兰（Douglas Sutherland；1838–1865）和妻子埃莉诺·桑德斯（Elinor Saunders；1841–1937）的小女儿。她的姐姐是露西。
她两个月大时父亲去世了，母亲带着两个女儿回到了加拿大貴湖的娘家。在这里，埃莉诺由盎格鲁爱尔兰裔外祖母露西·安妮·桑德斯（Lucy Anne Saunders；née Willcocks）培养成一个上流社会的女孩，这将令她余生受益。她的祖父托马斯·桑德斯（Thomas Saunders，1795-1873年）是白金汉郡桑德斯家族的直系后裔。
一家人在贵湖住了七年，故居仍然矗立在貴湖大學附近。1871年，格林的母亲再婚，格林大约八岁时，全家回到泽西岛。她后来在继父大卫·肯尼迪（David Kennedy）家里接受女家庭教師教导。

## 事业
1892年4月27日，28岁的埃莉诺结婚，丈夫是富有的埃塞克斯郡的地主克莱顿·路易斯·格林（Clayton Louis Glyn，1857年7月13日至1915年11月10日），倫敦金融城市長理查德·卡尔·格林的后裔。
她的丈夫格林婚后出轨多人，而她则出版了小说《三周》（Three Weeks，1907），讲述一位巴尔干女王引诱一位年轻的英国贵族的故事，据说灵感来自于她与比她小十六岁的羅克斯堡公爵的弟弟阿利斯泰尔·英尼斯·克尔勋爵的风流韵事，引发社会震动。
大约1907年至1916年间，格林与前印度总督寇松勋爵恋爱。1915年秋，格林的丈夫去世，寇松为两人租下南萨默塞特的蒙塔庫特府邸。寇松让格林去装修房子，但格林离开伦敦后，寇松和格蕾丝·杜根订婚。格林从早报中得知了这一消息，在卧室的壁炉里烧掉了500封情书，从此不再与寇松来往。
第一次世界大战期间，格林成为一名战地记者，在法国工作，是1919年6月28日签署凡尔赛条约时出席的两名女性之一。

### 电影
战后她前往美国，1919年开始为威廉·赫斯特手下媒体如《柯梦波丹》撰写故事和文章，合同包括其作品的电影版权。好莱坞电影《伟大时刻》（1921）即由她编剧。
格林在1920年代创作了许多剧本，在美国创作的最后一部剧本《Such Men Are Dangerous》在1930年上映。克拉拉·鲍是她通过电影《攀上枝头》捧红的。
格林于1929年返回英国，着手组建自己的制作公司（Elinor Glyn Ltd）。创办公司后，她也开始担任电影导演，执导了《了解男人》（Knowing Men，1930）等，但都不是很成功。公司破产后，格林决定退出电影界，继续去写小说。

### 去世
1943年9月23日，她在伦敦切尔西皇家大道（Royal Avenue）39号去世，享年78岁，并在戈尔德斯格林火葬场火化。